# نور خورشید (فیلم ۱۹۹۹)
نور خورشید (انگلیسی: Sunshine) فیلمی به کارگردانی ایشتوان سابو است که در سال ۱۹۹۹ منتشر شد.

## بازیگران
- رالف فاینس
- رزماری هریس
- ریچل وایس
- جنیفر ایلی
- دبورا کارا آنگر
- مولی پارکر
- جیمز فرین
- جان نویل
- میریام مارگولیس
- مارک استرانگ
- ویلیام هرت
- بیل پترسون
- فلورا کادار
- لاسلو گالفی
- فردریک تریوز
- دیوید دی کایسر
- آندراش استول
- تِـرِور پیکاک